# イリア・チャヴチャヴァゼ
イリア・チャヴチャヴァゼ（グルジア語: ილია ჭავჭავაძე;1837年11月8日 - 1907年9月12日）は、グルジアの作家・政治家・詩人・出版者で、19世紀後半のロシア帝国によるグルジア統治時代に、グルジア国民運動の復活を主導した。彼はグルジアで「最も普遍的に尊敬される英雄」である。名はイリヤ、姓はチャウチャワゼ、チャフチャワゼ、チャフチャヴァゼなどとも表記される。
ヨーロッパの近代自由主義運動に触発されたチャヴチャヴァゼは作家および公人として、グルジア人の国民的理想を目覚めさせ、祖国に安定した社会を創造することに力を注いだ。彼の最も重要な文学作品（英題）は以下の通り：The Hermit, The Ghost, Otaraant Widow, Kako The Robber, Happy Nation, Letters of a Traveler and Is a man a human?!。定期刊行物Sakartvelos Moambe(1863~77年)とIveria(1877~1905年)の編集長を務め、数多くの雑誌記事を執筆した。グルジアの言語と文化を、ロシア化から献身的に保護した。彼はグルジアの文化的ナショナリズムの主要な貢献者と考えられている。チャヴチャヴァゼによれば、グルジア人としてのアイデンティティを示す3つの主要な民族的指標は、領土、言語、キリスト教から成っていた。それにもかかわらず、彼のナショナリズムは世俗的だった。
チャヴチャヴァゼはムツヘタ郊外のツィツァムリで暗殺者の一団によって致命傷を負った。彼はその遺したものにより、グルジアの人々から幅広く賞賛を受けた。1987年には、グルジア正教会から正義の聖イリア(Saint Ilia the Righteous (წმინდა ილია მართალი, tsminda ilia martali))として列聖された。今日、グルジア人はチャヴチャヴァゼを無冠の王(The Uncrowned King (უგვირგვინო მეფე, ugvirgvino mepe))や「建国の父」として崇めている。

## 生活

### 祖先と初期の人生

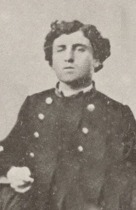
1848年、トビリシ第1ギムナジウムでのチャヴチャヴァゼ

イリア・チャヴチャヴァゼは、当時のロシア帝国の一部であったグルジアカヘティ州のアラザニ渓谷にあるクヴァレリ(Kvareli)の村、クヴァレリ(Qvareli)で生まれた。イリアはグルジアの大領主の称号であるタヴァディ(tavadi)の生まれだった。チャヴチャヴァゼ家はグルジアのプシャヴ＝ヘヴスレティ地方の貴族であったと考えられており、1726年に国家への勲功が認められ、国王コンスタンティネ2世から爵位を授かったという。その結果、一族はカヘティのアラザニ渓谷に移り住んだ。
イリアは、グリゴル・チャヴチャヴァゼとマリアム・ベブリシヴィリの三男だった。グリゴルは、彼の父親や著名な先祖たちと同様、軍出身だった。彼は地元の民兵と共に、度重なるダゲスタンの侵略から村を守った。クヴァレリにあるイリア・チャヴチャヴァゼ博物館の建物には、庭にある2階建ての城に中世の城の様式を取り入れ、侵略時に家を守るような設計が見られる。
チャヴチャヴァゼは村の執事から初等教育を受けた後、トビリシに移り、1848年に名門貴族アカデミーに入学したが、幼い頃からイリアは古典文学、グルジア史、詩の高度な教育を受けた両親から影響を受けていた。両親から、イリアは古典歴史小説でグルジアの英雄の感動的な物語を学んだ。イリアは自伝の中で、グルジアの小説や詩の大半を暗記し、子供たちにも習わせた母親のマリアム・チャヴチャヴァゼに言及している。イリアはまた、彼に芸術的なインスピレーションを与えた執事の話の影響を描写し、後に彼の小説執筆に応用した。
イリアの母マリアムは1848年5月4日、イリアが10歳のときに亡くなり、父親は姉ないし妹のマクリネに子供の育てを手伝ってほしいと頼んだ。マクリネおばは、イリアの父グリゴルが亡くなった1852年以降、家族の唯一の世話人であったため、イリアの生活に大きな影響を与えた。
母マリアムの死後の1848年に、父親はイリアをトビリシに遣り中等教育を受けさせた。イリアは1851年にトビリシの第1アカデミーに入学する前に3年間私立学校に通っていたが、すぐに父親が亡くなり、マクリネおばが一家の面倒を見ていた。彼の中学時代は、父親の死で非常にストレスが多かった。しかし、ダゲスタンによるカヘティの襲撃でイリアの弟コンスタンティネが殺害され、チャヴチャヴァゼ家は壊滅的な打撃を受けた。イリアは、彼の最初の短詩の1つである『Sorrow of a Poor Man（貧しい人の悲しみ）』で、苦悩と悲しみを表現した。個人的な問題に加え、グルジアの政情は、国家と文化に破壊的な役割を果たしたロシア帝国の厳しい権威のもとで悪化していった。

### 学生時代

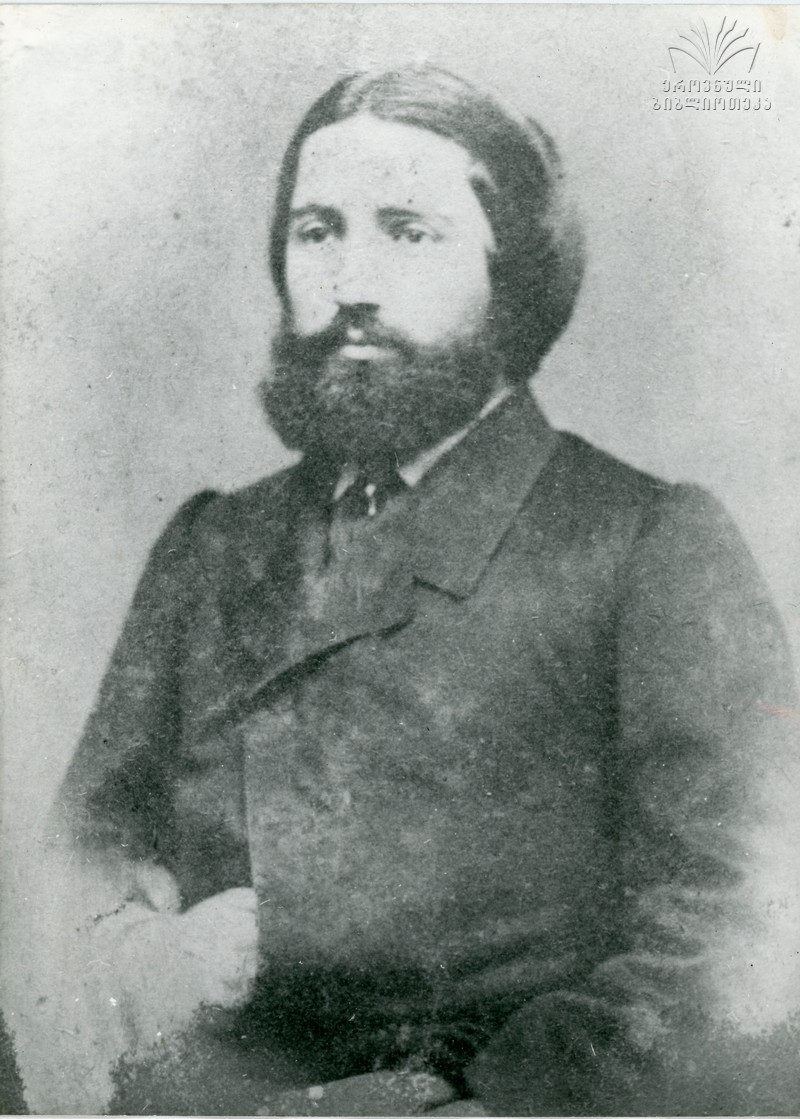
1860年、サンクトペテルブルクの大学で勉強中のイリア・チャヴチャヴァゼ

イリアはアカデミーを卒業した後、ロシアのサンクトペテルブルク大学で勉学を続けることにした。サンクトペテルブルクに発つ前の1857年4月15日、イリアはカルダナヒの村で、彼の最も注目すべき詩、『To the Mountains of Kvareli（クヴァレリの山々へ）』を詠み、大コーカサス山脈への終生の賛美と祖国を離れる悲しみを表現した。
同年、イリアはサンクトペテルブルク大学に入学を許可された。学生時代にヨーロッパで多くの革命が起こり、イリアは大きな興味をもって観察した。イリアは、イタリアでの出来事と、彼が長年にわたって尊敬してきたジュゼッペ・ガリバルディの奮闘に関心を注いだ。サンクトペテルブルク滞在中、イリアはキャサリン・チャヴチャヴァゼ王女と出会い、グルジアのロマン派のプリンス、ニコロズ・バラタシビリの詩や歌詞を学んだ。サンクトペテルブルクの厳しい気候のため、イリアは重い病に罹り、1859年には数カ月間グルジアに帰国した。
1861年に勉学を終え、ついにグルジアに戻ったイリアは、その帰路において、偉大な作品の一つである『The Traveler's Diaries（旅人の日記）』を執筆し、国民形成の重要性を概説するとともに、カズベギ山とグルジアのヘヴィ地方を流れるテルギ川の比喩的な比較を行っている。

## 政治生活

トビリシのチャヴチャヴァゼの家。

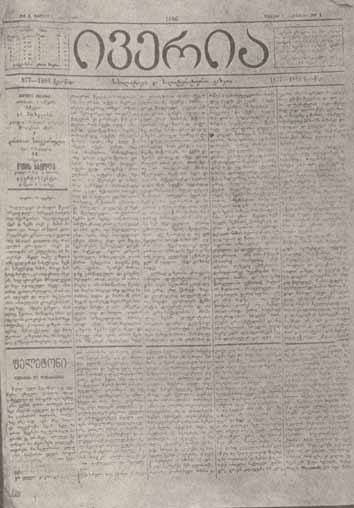
新聞『Iveria（イヴェリア）』（イベリア）は、政治的キャリアの中でチャヴチャヴァゼにより、設立・編集された。この新聞は、1800年代後半のグルジアの国民解放運動に焦点を当てていた。

イリアの主な政治的、社会的目標は、グルジアへの愛国心に基づいていた。グルジア語の復活、グルジア文学の涵養、グルジア国教会の独立正教会としての地位の復活、そしてロシア帝国の一部となって終焉を迎えたグルジア国家の復活を急進的に唱えた。彼の考えを支持する人の数が増えるにつれて、メンシェヴィキのノエ・ジョルダニアのようにその考えに反対する指導的な社会民主主義者も増えた。彼らの主な目的は帝政専制とロシア帝国の民主化との戦いであり、グルジア国家やグルジアの自己同一性の復活は含まれていなかった。また、イリアのことをブルジョワであり、革命的潮流の重要性を認識できない古い貴族であると見なしていた。
上記のほか、多くの公共・文化・教育機関 (グルジア識字普及協会、「貴族銀行」、「演劇協会」、「グルジア歴史民族誌学会」など) を創立して会長を務めた。イギリス文学の翻訳家でもあった。主な著作はフランス語、英語、ドイツ語、ポーランド語、ウクライナ語、ベラルーシ語、ロシア語などで翻訳出版されている。1906年から1907年まで、ロシアの国務院(ゴスダルストフェンナヤ・ドゥーマ)の議員であった。また、折衷主義的な興味からロシア地理学会コーカサス委員会委員、モスクワ大学民族学人類学会委員、ロシア東洋人学会委員、英露文学会委員(ロンドン)などを務めた。
チャヴチャヴァゼは、当時トビリシで正教会の神学生だった若きヨシフ・スターリンの、文学のメンターとして短期間活動した。歴史家のサイモン・セバーグ・モンテフィオーリによると

「公爵は相当な感銘を受けて、この10代の若者の作品を編集者たちに見せた。彼はスターリンの詩を賞賛し、掲載用に5篇の詩を選んだ。チャフチャワゼ公爵はスターリンを 「燃える目の若者」 と呼んだ」（松本幸重訳）

## 死去

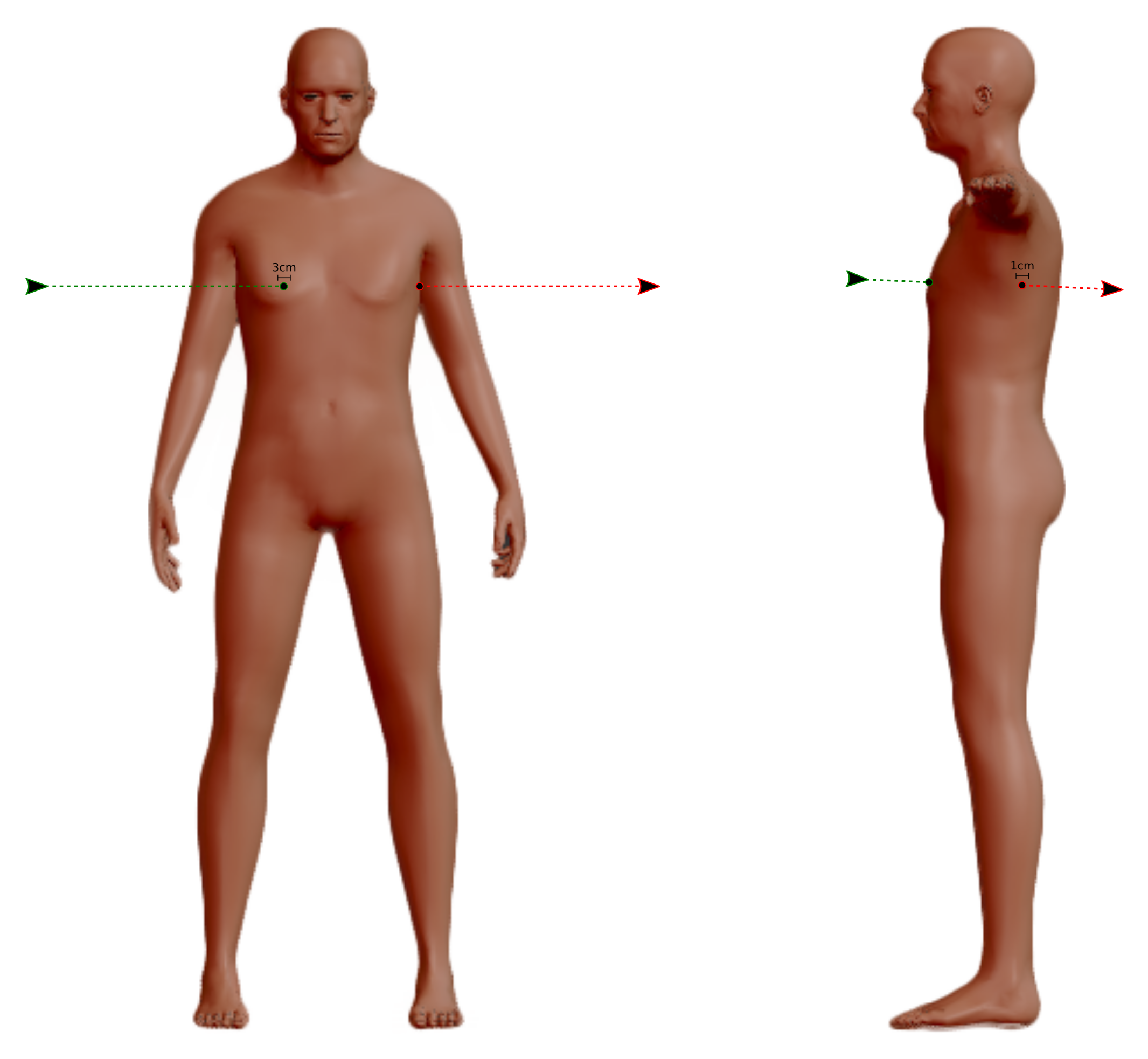
イリア・チャヴチャヴァゼ暗殺時の弾道

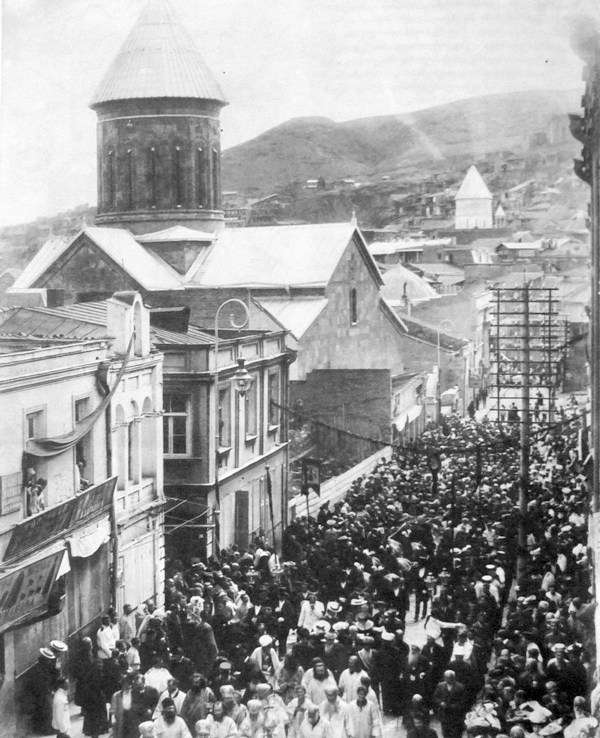
トビリシでのチャヴチャヴァゼの葬儀

イリアはロシア最初の国家院で上院議員を務めた後、1907年にグルジアに戻ることを決めた。1907年8月28日、イリア・チャヴチャヴァゼは妻オルガとトビリシからムツヘタ近郊のサグラモへ向かう途中、待ち伏せていた六人の暗殺者の一団によって殺害された。
チャヴチャヴァゼの殺害は、グルジア社会のあらゆる層が嘆いた国家的悲劇と見なされた。当時健康を深く害し苦しんでいたプリンスアカキ・ツェレテリは、葬儀でイリアに向けて優れた弔辞を読んだ。「イリアのグルジア国民の再生への計り知れない貢献は、将来の世代の手本である」。

### 理論
イリア・チャヴチャヴァゼの暗殺は今日でも議論の的となっている。彼を殺害したと「広く信じられている容疑」が、ロシア社会民主労働党のボリシェヴィキにかけられた。チャヴチャヴァゼは、社会民主主義の計画を公然と骨抜きにした。さらに、グルジアのナショナリズムに対する彼の社会的に保守的な視点と大衆の間での彼の絶大な人気が原因であったかもしれない。歴史家のサイモン・セバーグ・モンテフィオーリは、ヨシフ・スターリンが暗殺計画に関わっていたのではないかと疑っている。モンテフィオーリによると、

グルジアにおけるボリシェヴィキ派の立場は、一九〇七年八月の非常に人気の高いイリヤ・チャフチャワゼ公爵の暗殺によって台無しになった。彼はソソ(引用者注:スターリンのこと)の詩を新聞に掲載してくれた恩人である。ボリシェヴィキはグルジア文化についての彼の家父長的な意見を攻撃していた。そして広く信じられている説では、彼の暗殺を決定した。スターリンの友人のセルゴ・オルジョニキゼが暗殺を組織し、あるいは暗殺に加わった証拠が若干ある。同時に、社会民主労働党がこの暗殺にまったく無関係だった可能性もある。スターリンは晩年、チャフチャワゼの詩を常に賞賛していたし、また、彼が暗殺を命令したという証拠はまったくない。しかし、彼はセルゴととても親しく、残酷な必要性と文学的業績を区別する能力が十二分にあった。政治が常に優先されたのである。(松本幸重訳)

## 遺産

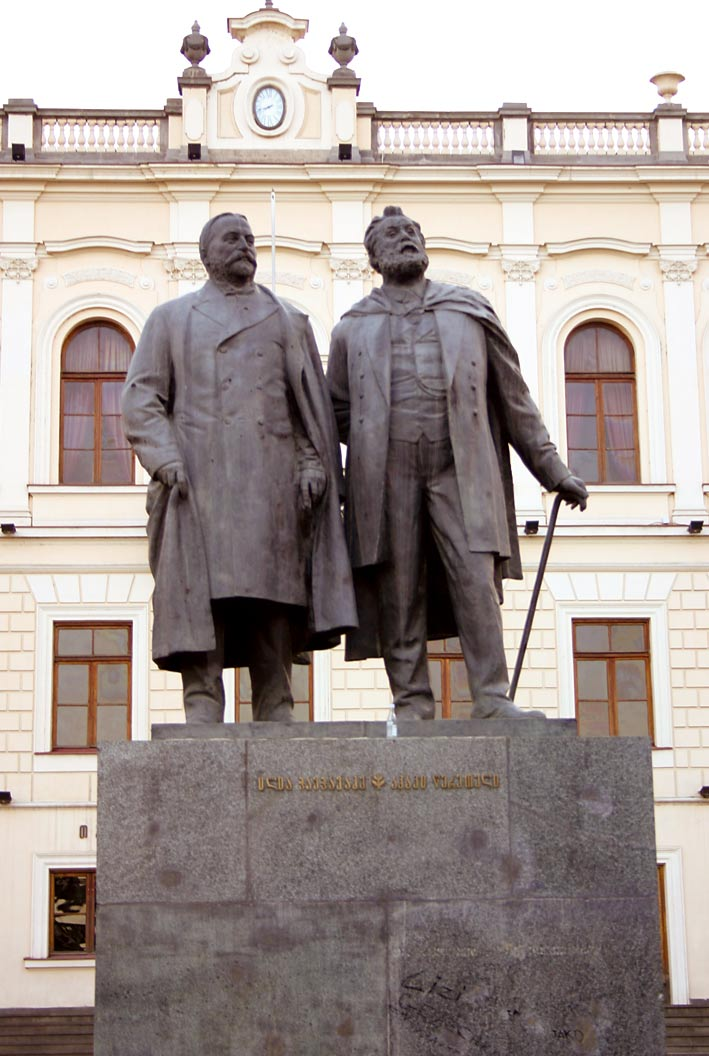
トビリシで最初のギムナジウムの前にあるチャヴチャヴァゼ（左）とアカキ・ツェレテリ（右）の記念碑

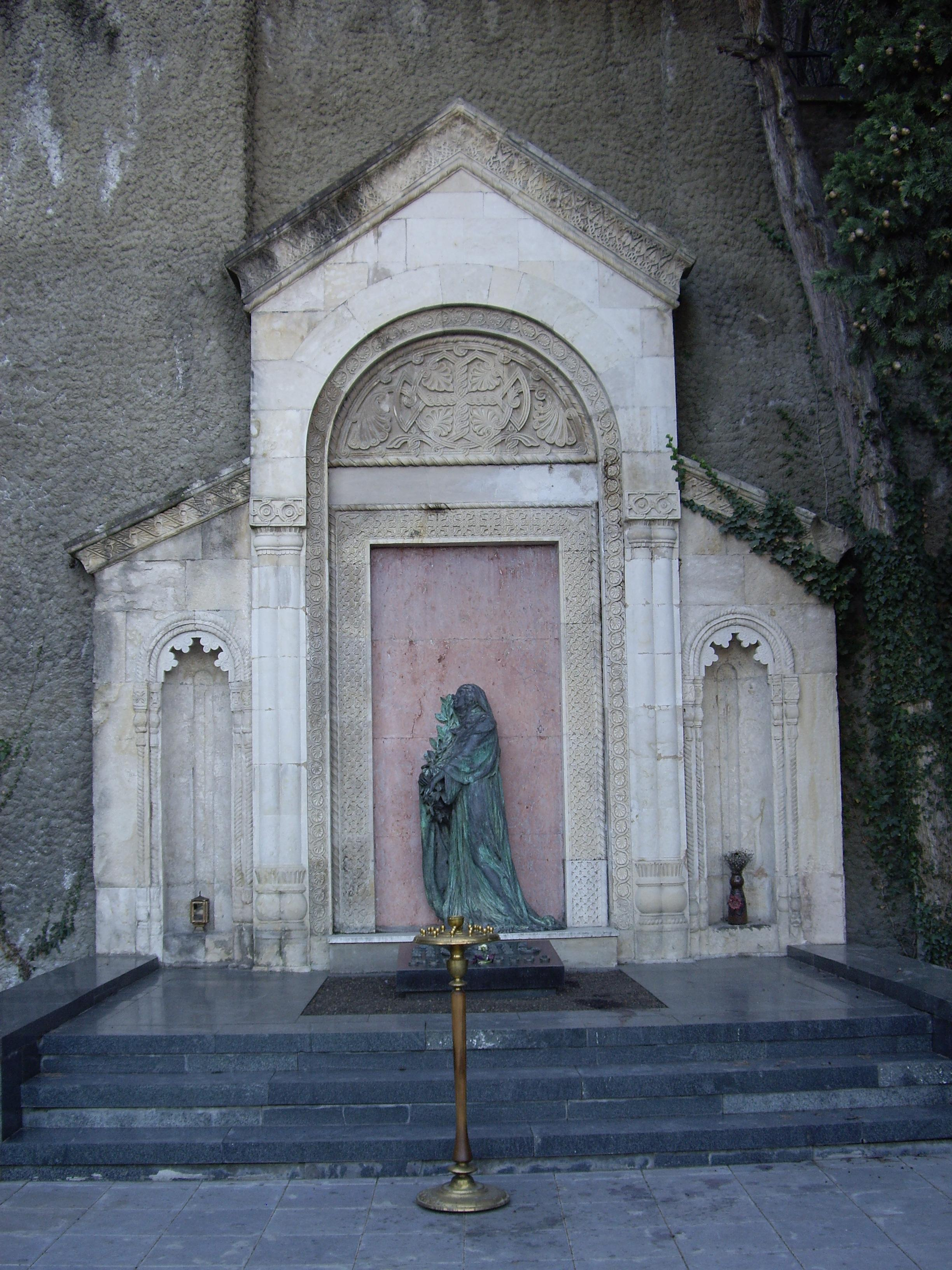
ムタツミンダ・パンテオンにあるイリア・チャヴチャヴァゼの墓

チャヴチャヴァゼの死の結果、グルジアの社会民主党員、特にメンシェヴィキが国民の間で大きな力と支持を得始めた。その後、ロシアが一時的にトランスコーカサスを解放した後、グルジアのメンシェヴィキは1918年5月26日にグルジアの国家再建を決定して独立を宣言し、1921年のボルシェヴィキによるグルジア占領とソ連への統合を経て、チャヴチャヴァゼはグルジアの民族主義者にとってグルジアの自由と民族解放の象徴となった。
1987年、チャヴチャヴァゼは「正義の聖イリア」として、グルジア正教会によって正式に列聖された。
1987年10月、グルジアの文化復興と政治的自治を促進する組織であるイリア・チャヴチャヴァゼ協会が、反体制派の知識人によって設立された。
1989年、トビリシでの反ソビエト抗議中、チャヴチャヴァゼの詩、小説、政治生命は、グルジアの独立闘争の原動力となった。
チャヴチャヴァゼが生涯を通じてさまざまなグルジア社会で説いてきた国家復興構想は、1990年に勢いを増した。2002年、ミハイル・サアカシヴィリは、イリア・チャヴチャヴァゼの政治的遺産を主張し、エドゥアルド・シェヴァルドナゼ大統領を追い出した2003年のいわゆる「バラ革命」で主要な役割を果たした「統一国民運動」を結成した。
1998年、スティーブン・キンザーは広範な政治勢力からのチャヴチャヴァゼに対する賞賛について、以下のように書いている。
「現在、グルジアの左翼は不正への嫌悪を理由に、中道派は非暴力のヒューマニズムを理由にチャヴチャヴァゼを支持し、右翼の民族主義者は彼のスローガンである祖国、言語、宗教 (Homeland, Language, Religion) を採用している。」

## チャヴチャヴァゼの作品の出版物
- Georgische Dichter.ドレスデン＝ライプツィヒ、1887年アルトゥール・ライスト（ドイツ語版）訳（イリア・チャヴチャヴァゼらジョージアの詩人の詩集、ドイツ語）
- The Hermit by Prince Ilia Chavchavadze. マージョリー・ウォードロップによるグルジア語からの翻訳、1895年、ロンドン

## 参考資料
- Baron de Baie: Au nord de la chaine du Caucase souvenirs d'une mission", Paris, 1899（フランス語）
- Baie de Baie： Tiflis souvenirs d'une mission 、Paris、1900（フランス語）
- Companjen, Françoise J., "Between Tradition and Modernity". Amsterdam 2004, pp. 167–171（英語）
- Leist, Arthur: Das georgische Volk, Dresden, 1903 （ドイツ語）
- Lehman-Haupt, C.F. : Reisen und Forschungen, Berlin, 1910, pp. 106–111 （ドイツ語）
- Reisner, Oliver: The Tergdaleulebi: Founders of Georgian National Identity. In: Ladislaus Löb, István Petrovics, György E. Szonyi (eds.): Forms of Identity: Definitions and Changes. Attila Jozsef University, Szeged 1994, pp. 125–37
- Wardrop, Oliver The Kingdom of Georgia, London, 1888, pp. 150–152